# Mount Pleasant (Míchigan)
Mount Pleasant es una ciudad ubicada en el estado de Míchigan, Estados Unidos y la cabeza del condado de Isabella. Según el censo de 2000, la población era de 25.946 habitantes. Las estimaciones para 2008 coloca el censo de población en 26.675.
Parte de la ciudad (con una población de 8.741) está sobre la Reserva India de Isabel, sede del Casino Soaring Eagle. La ciudad es también el hogar del campus principal de la Universidad Central de Míchigan. El exgobernador de Míchigan, John Engler, nació en Mount Pleasant, como también el exjugador de golf profesional PGA Tour Dan Pohl. 
En diciembre de 2008 la tasa de desempleo en Mount Pleasant fue de 7,1.

## Ciudades hermanas
- Valdivia,  Chile
- Okaya,  Japón